# خاندان هوجو (شاخه ناگوئه)
شاخه ناگوئه خاندان هوجو ((به ژاپنی: 名越流北条氏 なごえりゅうほうじょうし); به یک شاخه از خاندان هوجو در دوره کاماکورا گفته می‌شود که توسط هوجو توموتوکی دومین پسر دومین شیکّن هوجو یوشیتوکی بنیانگذاری شده بود. مادر توموتوکی از خاندان هیکی بود. شوگو یا فرمانداری ولایت‌های منطقه هوکوریکو (شمال غربی ژاپن) و کیوشو (جنوب ژاپن) برعهده این خاندان بود.
این شاخه پس از شاخه اصلی خاندان هوجو که توکوسو نام داشت، قدرت را در کشور در دست داشت اما مقام‌های شیکّن، رنشو و تاندای را شاخه اصلی در انحصار خود گرفته بودند و حتی یک نام نیز از این خاندان در بین این مقام‌ها وجود ندارد. در آن دوره این خاندان تنها خاندانی یود که توانایی رقابت و مقابله با شاخه اصلی یا توکوسو را داشت به همین علت چندین بار درگیری بین این دو شاخه رخ داد و شاخه ناگوئه سرکوب و مجبور به اطاعت شد.
هوجو توموتوکی برادر کوچکترِ هوجو یاسوتوکی سومین شیکن و از شاخه ناگوئه بود، اما پس مرگ برادرش، نوه وی هوجو تسونه‌توکی از شاخه اصلی خاندان هوجو جانشین وی و چهارمین شیکن شد.